# Uwu
uwu (/ˈuːwuː/), такође стилизовано  UwU, је емотикон који представља симпатично лице. Два карактера u представљају затворене очи, док карактер w представља уста. Користи се за изражавање различитих топлих, срећних или љубазних осећања.

## Употреба и варијанте
Емотикон uwu  се често користи за означавање љупкости (kawaii), среће или нежности. Прекомерна употреба емотикона такође може имати намеравани ефекат да нервира примаоца. Популарно се користи у Фури фандом. Често се погрешно користи за упућивање на јапанску отаку културу, упркос томе што није јапанског порекла и јапанској фонологији којој у потпуности недостаје "wu" фонема.
Емотикон такође има више изненађену и понекад алузивнију варијанту, owo (такође стилизовано OwO; /ˈoʊwoʊ/; такође повезано са крзненим фандомом и често одговором „шта је ово?“) која такође може да означава љупкост, као и радозналост и збуњеност. owo је стекао популарност 2018. године; за разлику од uwu, карактери o представљају отворене очи. Понекад се користи и за троловање. Друга варијанта, TwT, се често користи да симболизује плач.

## Историја
Познато је да емотикон uwu датира још од 11. априла 2000. године, када га је користио крзнени уметник Ghislain Deslierres у објави на сајту крзнене уметности VCL (Vixen Controlled Library). Фанфикција анимеа из 2005. године садржала је још једну рану употребу те речи. Порекло термина је непознато, а многи људи верују да потиче из интернет причаоница. До 2014. године емотикон се проширио интернетом преко Tumblr, постајући интернет субкултура.
Реч uwu је укључена у опсерваторију речи Краљевске шпанске академије, дефинисана као „емотикон који се користи за показивање среће или нежности“.

### Значајне употребе
Званични твитер налог је 2018. године твитовао „uwu” као одговор на твит уметника.
Твитер налог U.S. Army Esports је у 2020. години твитовао "uwu" као одговор на твит од стране Discorda, што је наишло на значајну реакцију корисника твитера. Овај догађај је кулминирао у тренду покушаја да се што пре забрани приступ серверу еспорт дискорда америчке војске, уз уобичајену технику повезивања на чланак на википедији о ратним злочинима које су починиле Сједињене Државе.